# Carobius curvatus
Carobius curvatus är en insektsart som beskrevs av Tim R. New 1988. Carobius curvatus ingår i släktet Carobius och familjen florsländor. Inga underarter finns listade i Catalogue of Life.